# Седовка (Жамбылская область)
Седовка (каз. Седовка) — упраздненное село в Жамбылском районе Жамбылской области Казахстана. Входило в состав Караойского сельского округа. В 1990-е годы включено в состав села Пригородное.

## Население
По переписи 1989 г. в селе проживало 156 человек. Национальный состав: казахи — 58 %, русские — 23 %.